# I. Izabella címzetes mallorcai királynő
I. Izabella (Erzsébet) (1338 – Gallargues-le-Montueux, 1404), katalánul: Isabel (Elisabet) d'Aragó, reina titular de Mallorca, spanyolul: Isabel I de Aragón, reina titular de Mallorca, olaszul: Isabella (Elisabetta) di Maiorca, franciául: Isabelle (Élisabeth) Ire de Majorque, okcitánul: Isabèl (Elisabèt) Ièra I de Malhòrca, németül: Isabella Titularkönigin von Mallorca, görögül: Ισαβέλλα της Μαγιόρκας, latinul: Elisabeth I, Regina Maioricae, saját jogán (suo iure) Mallorca címzetes királynője, Rousillon, Cerdanya címzetes grófnője, Achaja címzetes uralkodó hercegnője, Glarentza (Γλαρέντζα) címzetes úrnője, első házassága révén Montferrat őrgrófnéja. Vilaragut Jolán mallorcai királyné mostohalánya, I. Johanna nápolyi királynő sógornője és IV. Péter aragóniai király anyai unokahúga, emellett Podjebrád Apollónia münsterbergi hercegnő szépanyja, valamint II. András és V. István magyar királyok szépunokája. A Barcelonai-ház mallorcai ágának a tagja.

## Élete
III. Jakab mallorcai királynak és Konstancia aragón királyi hercegnőnek (infánsnő), IV. Alfonz aragón király lányának a lánya. III. Jakab mallorcai királyt sógora, IV. Péter aragóniai király 1343-ban elűzte Mallorcáról, mert nem volt hajlandó letenni neki a hűbéresküt. III. Jakab első felesége, Aragóniai Konstancia halála (1346) után egy évvel újranősült, és feleségül vette első unokatestvérét, Vilaragut Jolánt. A trónjáért küzdő III. Jakab 1349. október 25-én halt meg egy IV. Péter ellen vívott Llucmajor melletti csatában Mallorca szigetén. A mallorcai király özvegye és gyermekei az aragón király fogságába kerültek. Jolán királyné 1352-ben nyerte vissza szabadságát, amikor is II. János francia király udvarába menekült, aki kinevezte Aumelas algrófjává, mely címet 1362-ig viselte. Ugyanebben az évben összeházasította Braunschweigi Ottóval.
Izabella hercegnőt pedig összeházasították mostohaapja, Braunschweigi Ottó montferrati rokonával, a Palaiologosz-házi II. János monferrati őrgróffal 1358-ban, mely házasságból öt gyermek született.
A mentálisan retardált IV. Jakab, akinek az elszenvedett testi-lelki kínzások mély nyomot hagytak a lelkében, melyeket a nagybátyja, IV. Péter aragóniai király követett el rajta, amikor 12 éves korától 13 éven keresztül egy vasketrecben tartotta a mallorcai trónörököst, csak 1362-ben szabadult meg a fogságból. 1363-ban a testileg jó fizikumú Jakabot összeházasították a nála 11 évvel idősebb I. Johanna nápolyi királynővel V. Orbán pápa ajánlására. A házasság, úgy tűnt, minden nehézsége ellenére szerencsés az utódlás tekintetében, mert a királynő hamarosan teherbe esett, de az örömbe üröm vegyült, hiszen nem tudta kihordani a gyermekét, és elvetélt. Ekkor végleg megromlott a házastársak közötti kapcsolat, és férje dührohamai miatt az éltéért aggódó Johanna 1366-ban száműzte férjét Nápolyból, de hivatalosan sohasem váltak el. Jakab az elvesztett országáért harcolt a nagybátyjával, majd e küzdelem közepette vesztette életét 1375-ben.
Időközben 1372-ben meghalt Izabella férje, II. (Montferrati) János, valamint mostohaanyja, Jolán királyné is 1372-ben vagy még pár évvel korábban, akinek az özvegye, Braunschweigi Ottó 1376-ban feleségül vette IV. Jakab özvegyét, a negyedszer is a további utódok születésének a reményébe vetett hittel házasodó, ötvenéves nápolyi királynőt, akinek ő megérte a végzetét.
Mivel Jakab közvetlen utódokat nem hagyott hátra, így mallorcai királyi címét húga, Izabella örökölte, aki ekkoriban ismerte meg az Itáliában 1373-tól katonai parancsnokként harcoló német lovagot, Konrad von Reischach zu Jungnaut, akihez 1375-ben vagy 1376-ban titokban feleségül ment. A házasságukból legalább egy fiú született, Mihály (1375/6 után–1417/18).
Konrad 1378-tól IV. (Luxemburgi) Vencel német és cseh király prágai udvarában, valamint VII. Kelemen avignoni (ellen)pápánál teljesített szolgálatot.
Konrad 1379-ben megegyezést hozott létre III. Lipót osztrák herceg, valamint a felesége sógornőjének, I. Johanna nápolyi királynőnek az örököse, I. (Anjou) Lajos között.
Izabella pedig 1378/79-ben eladta a királyi címét I. (Anjou) Lajosnak Gallargues-le-Montueux várért és életjáradékért cserébe, de Lajos 1384-ben meghalt. 1389-ben pedig III. (Armagnaci) Jánosnak, Armagnaci Mattea aragóniai trónörökösné unokaöccsének adta el a jogait, de János is meghalt 1391-ben, Izabella életében.
Konráddal később külön éltek, és a férje 1385-ben a házasságukból született fiukkal visszatért Svábföldre, de hivatalosan sohasem váltak el. 
Izabella Gallargues-le-Montueux várában hunyt el 1404-ben.

## Gyermekei
- 1. férjétől, II. (Palaiologosz) Jánostól (1313–1372), Montferrat őrgrófjától, 5 gyermek: 
  - Margit (1360 körül–1420), férje II. Péter urgelli gróf (1340 (körül)–1408), 7 gyermek, többek között:
    - II. Jakab urgelli gróf  (1380–14233), Aragónia főkormányzója és aragón trónkövetelő, felesége Izabella (Erzsébet) (1380–1425) aragón királyi hercegnő (infánsnő), 5 gyermek

  - Ottó (1361–1378), III. Ottó néven Montferrat őrgrófja, felesége Visconti Jolán (1354–1386) milánói hercegnő, gyermekei nem születtek
  - János (1362–1381), III. János néven Montferrat őrgrófja, I. Mária szicíliai királynő vőlegényjelöltje, nem nősült meg, gyermekei nem születtek
  - Teodor (1364–1418), II. Teodor néven Montferrat őrgrófja, 1. felesége Malaspina Argentina (–1387) massai őrgrófnő, nem születtek gyermekei, 2. felesége Johanna (–1402), Bar hercegnője,[4] 3 gyermek, 3. felesége Savoyai Margit (1382/89–1464) piemonti úrnő,[5] nem születtek gyermekei, összesen 3 gyermek
  - Vilmos (1365–1400), nem nősült meg, gyermekei nem születtek
- 2. férjétől, Konrad von Reischach zu Jungnau (–1417/18), Ehingen és Schelklingen zálogtulajdonos ura (1385), Achalm várura (1409),[6] legalább 1 fiú:
  - Mihály (1375/6 után–1417/18), apjával együtt meggyilkolták a gaienhofeni várukban